# Francisco Suárez
Francisco Suárez (Granada, 1548 - Lisboa, 1617) fou un jesuïta, destacat filòsof i teòleg de l'edat moderna. Va rebre influències de Tomàs d'Aquino, Duns Escot i dels corrents nominalistes. La seva obra més coneguda foren les Disputationes metaphysicae.

## Doctrina filosòfica[1]

### Ontologia
Per a Francisco Suárez, la metafísica és l'estudi de Déu, o la ciència racional de l'ésser real. Aquesta s'ha de centrar en tres elements: el concepte d'ens, en els atributs (de Déu) i els primers principis, i en les causes.
No delimita una distinció real entre essència i existència. No obstant això, sí que formula un determinat principi d'individuació: la incomunicabilitat dels elements d'una determinada substància la fa diferent de les altres.

### Epistemologia
Distingeix entre dues menes de conceptes: el formal i l'objectiu. El concepte formal és la intel·ligència verbum mentis; és l'acte amb què es concep l'ens o la raó formal de l'ens. El concepte objectiu, en canvi, és l'objecte present conegut, tal com es mostra en la ment de l'observador sota la denominació del concepte formal. El concepte objectiu és la raó immediatament coneguda o representada amb el concepte formal.
L'enteniment humà pot conèixer el singular per forma espiritual, que és l'abstracció de la cosa impresa. No obstant això, la cosa present en la ment és signe de la realitat física de l'objecte real. Els judicis són l'acte suprem del coneixement objectiu, en resultar de la combinació de dos conceptes objectius.
L'acte de conèixer s'ha d'entendre no com el fet que la potència vegi quelcom igual a la causa exterior que la determina, sinó que només es dona quan la mateixa capacitat de conèixer concep el concepte objectiu, mitjançant el concepte formal: en conseqüència, la cosa es mostra sempre sota el concepte formal.
Per tant, els universals tenen una realitat en la ment amb fonament en la cosa. Els conceptes universals són unívocs, no respecte a la realitat extramental, sinó respecte al concepte objectiu (o si es prefereix, el coneixement de l'objecte), el qual està en la ment amb el fonament en la cosa.

## Obres
D'entre les seves obres, destaquen:
- Disputationes metaphysicae
- De anima
- De legibus ac Deo legislatore
- Defensio fidei adversus anglicanae sectae errores

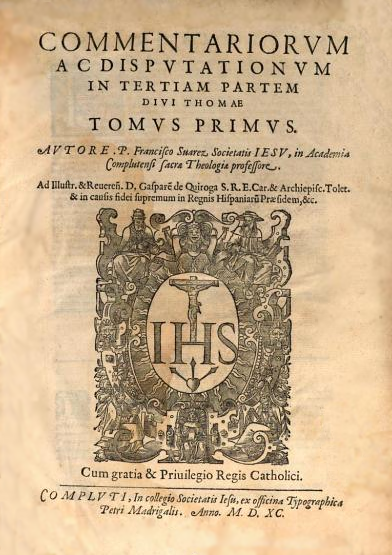
Commentariorum ac disputationum in tertiam partem divi Thomae (1590).
Summae theologiae. De Deo uno et trino, I, 1607
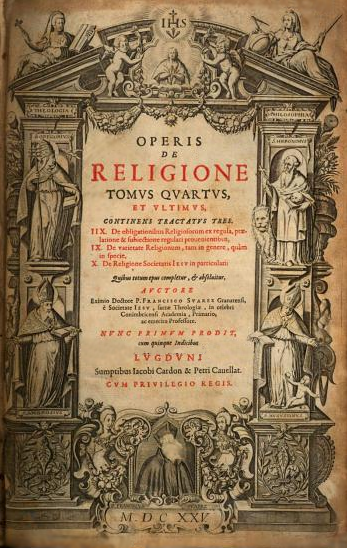
Operis de religione (1625).
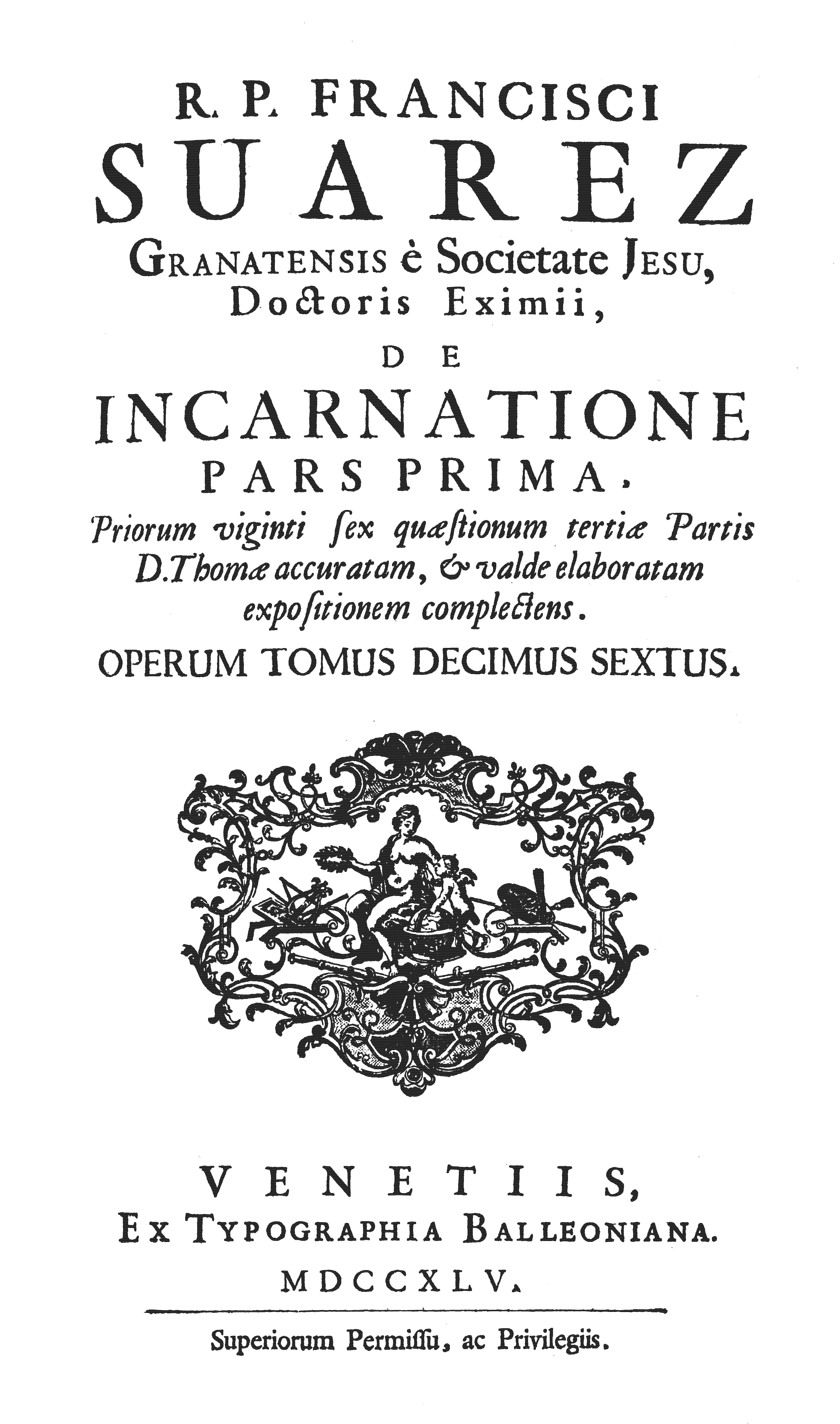
De incarnatione, pars prima (1745).
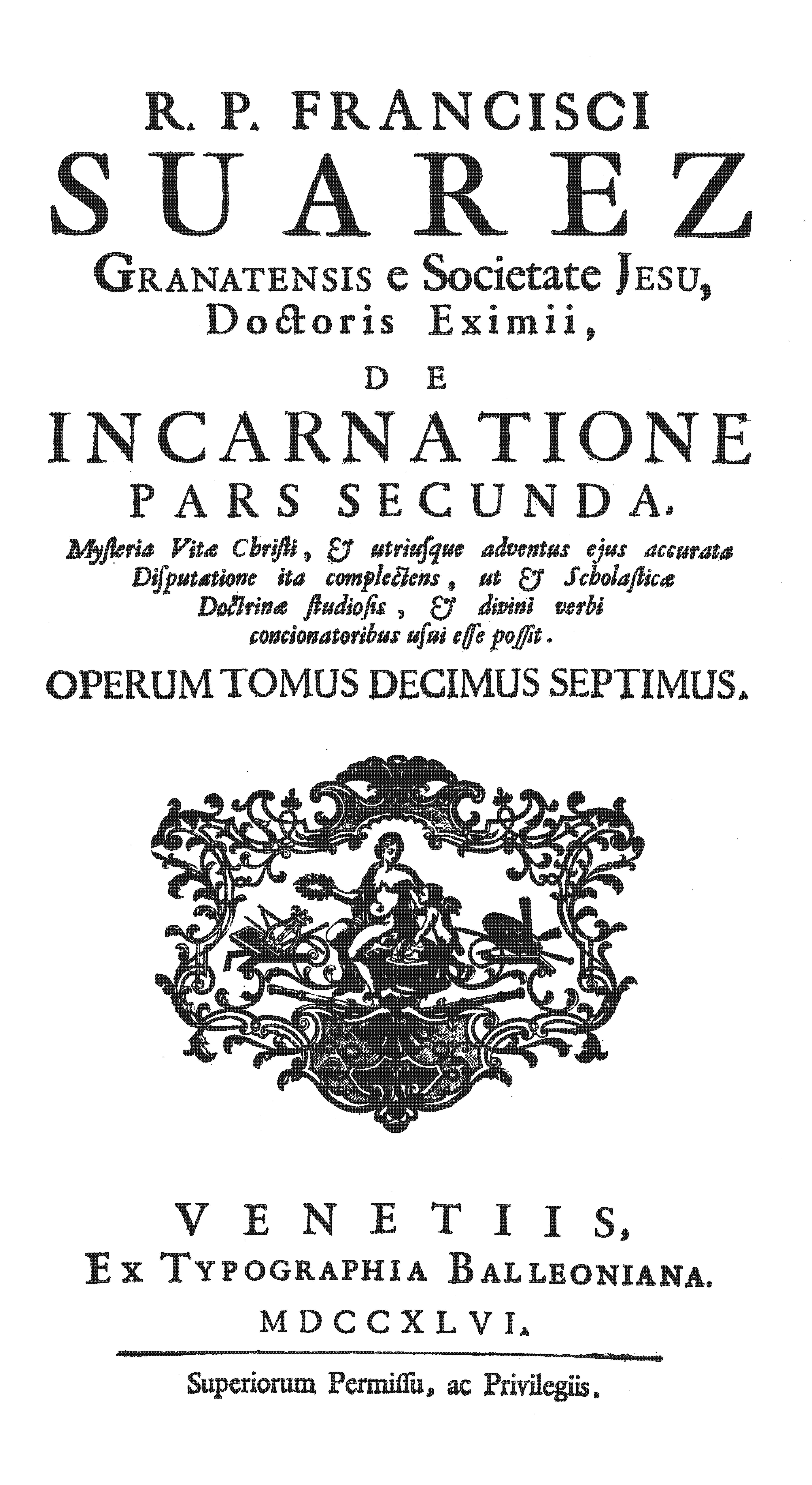
De incarnatione, pars secunda (1746).